# Ferdinand Groß
Ferdinand Groß   (Viena, 8 de maig de 1835 - 1909) va ser un cantant d'òpera austríac (tenor) i director de teatre.
Originalment volia convertir-se en un home de negocis, però després va formar la seva veu el pedagog Giovanni Gentiluomo de Viena. Els seus primers compromisos van ser al teatre Olomouc City de 1858-59, a l'òpera Pressburg de 1859-61, a l'òpera de Brno de 1861-62 i al teatre Graz de 1862-64, després de nou a Brno (1864- 65) i finalment a l'òpera de Leipzig, on va treballar des de 1865-72. Després va cantar al "Deutsches Theatre" de Rotterdam del 1872 al 1873, a l'Òpera de Frankfurt del 1873-76, i de nou al "Deutsches Theatre" de Rotterdam. Va fer aparicions com a convidat a Budapest (1859), a les òperes judicials de Viena (1862) i Berlín (1863) i en altres teatres de països de parla alemanya.
Va treballar com a director i director de jocs. Els seus principals papers escènics van ser el Raoul als Les huguenots de Giacomo Meyerbeer, l'heroi del títol als Le Prophète del mateix mestre, el Masaniello a La Muette de Portici d'Daniel Auber, l'heroi del títol al seu Fra Diavolo i diversos herois de Wagner (Rienzi, Tannhäuser, Lohengrin, Walther von Stolzing). El seu fill Carl Groß (1870?) Va tenir una exitosa carrera en teatres alemanys com a baríton des del seu debut al teatre d'Estrasburg el 1893.